# 肖尔索河

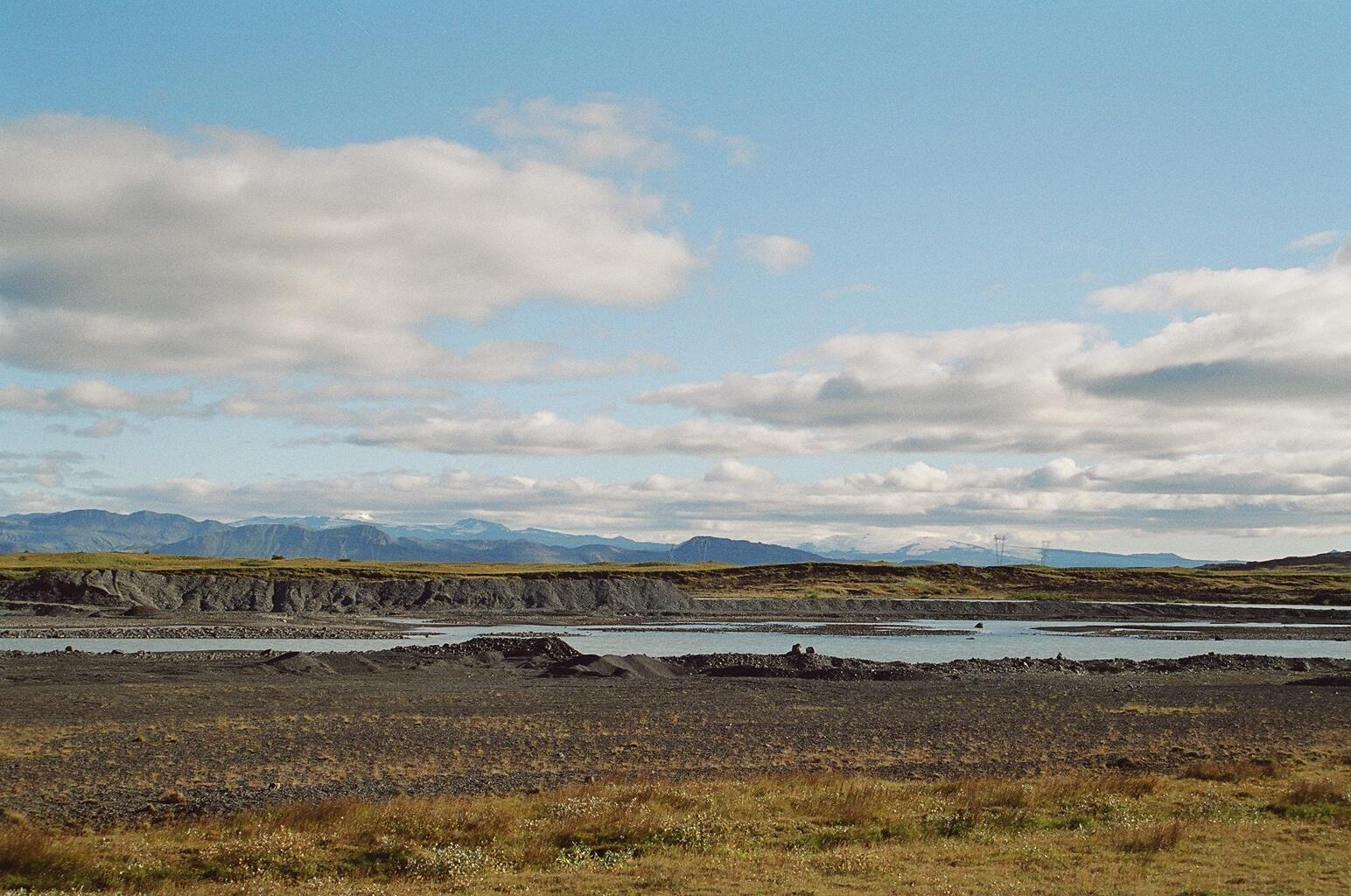

肖尔索河（冰島語發音：[ˈθjour̥sˌauː]）也译作索尔萨河、锡尤尔骚河，是冰岛南部的一条河流，发源于霍夫斯冰原东北部，流向西南方，在斯托克赛里以南注入大西洋。全长230公里，流量为364 m3/s，是冰岛第一长河和流量第二大的河流。